# منتخب تايلاند لاتحاد الرغبي
منتخب تايلاند الوطني لاتحاد الرغبي (بالتايلندية: รักบี้ยูเนียนทีมชาติไทย)‏ هو ممثل تايلاند الرسمي في المنافسات الدولية في اتحاد الرغبي .